# Area metropolitana di Sherman-Denison
L'area metropolitana di Sherman-Denison, come viene definito dallo United States Census Bureau, è un'area che comprende una contea – Grayson – del Texas settentrionale, nello Stato del Texas, con "capoluoghi" le città di Sherman e Denison. Al censimento del 2010, l'area metropolitana possedeva una popolazione di 120 877 abitanti. L'area metropolitana di Sherman-Denison è un componente dell'area statistica combinata di Dallas-Fort Worth, che si estende su un'area di 19 contee e aveva una popolazione stimata in 6 805 275 abitanti al 1º luglio 2009. È anche una parte importante della regione del Texoma, grazie alla vicinanza al lago Texoma e al fiume Red River.

## Contee
- Grayson

## Comunità

### Luoghi tra20 000e40 000abitanti
- Sherman (città principale)
- Denison (città principale)

### Luoghi tra2 500e5 000abitanti
- Whitesboro
- Howe
- Van Alstyne (in parte nella contea di Collin)

### Luoghi tra1 000e2 500abitanti
- Pottsboro
- Collinsville
- Whitewright (in parte nella contea di Fannin)
- Gunter
- Bells
- Tom Bean

### Luoghi con meno di1 000abitanti
- Southmayd
- Tioga
- Sadler
- Knollwood
- Dorchester

### Comunità non incorporate
- Ambrose
- Gordonville
- Luella

## Società

### Evoluzione demografica
Secondo il censimento del 2000, c'erano 110 595 persone.

### Etnie e minoranze straniere
Secondo il censimento del 2000, la composizione etnica dell'area metropolitana era formata dall'87,20% di bianchi, il 5,85% di afroamericani, l'1,31% di nativi americani, lo 0,57% di asiatici, lo 0,05% di oceanici, il 2,90% di altre razze, e il 2,13% di due o più etnie. Ispanici o latinos di qualunque razza erano il 6,80% della popolazione.